# Derrière le brouillard
Singles par Grand Corps Malade
Pas essentiel
(2021)
Singles par Louane
Désolée
(2020) Aimer à mort 🤐
(2021)
Clip vidéo
[vidéo] « Derrière le brouillard », sur YouTube
Derrière le brouillard est une chanson de Grand Corps Malade accompagné de Louane, sortie en 2020.
Il s'agit du quatrième single issu de l'album Mesdames, hommage aux femmes sur lequel Grand Corps Malade collabore avec une chanteuse différente à chaque chanson.
Les chœurs intervenant en milieu du titre sont assurés par Quentin Mosimann, compositeur de la chanson.

## Genèse
Louane explique sur le plateau de C dans l'air avoir reçu un appel de Grand Corps Malade, qui lui proposait de collaborer avec lui sur cette chanson qu'il venait d'écrire spécialement pour eux deux. Elle dit avoir été surprise au début par la voix grave du chanteur, qu'elle n'avait jamais rencontré auparavant.

## Clip musical
Le clip est réalisé par Mehdi Idir, collaborateur de longue date de Grand Corps Malade.
Il consiste en des plans alternant entre Louane et Grand Corps Malade en train de chanter leurs passages respectifs, c'est-à-dire les couplets pour Grand Corps Malade et le refrain ainsi que le pont pour Louane.
Le clip a été tourné entre Boulogne-sur-Mer et Saint-Denis, lieux où ont respectivement grandi Louane et Grand Corps Malade.
La transition entre les deux s'effectue sous la forme d'un dé-zoom montant au ciel puis planant au dessus de la ville, pour finalement retomber à l'endroit où se situe l'autre. Les deux apparaissent à un moment de la vidéo à côté d'un piano à queue qui n'en est pas un vrai.
Ils finissent par se retrouver autour d'une table dans un restaurant à la fin de la vidéo. 

## Paroles
La chanson évoque le réconfort que peut nous apporter la musique dans les moments difficiles, pour « tenir dans l'orage ».

## Classements
La chanson entre dans le classement français la semaine du 12 septembre 2020, à la sortie de l'album, en 145e position, puis le quitte la semaine suivante.
Elle y revient la semaine du 13 février 2021, à la 176e place, jusqu'à atteindre sa meilleure position dans la semaine du 15 mai, où elle se classe 42e. Elle finit par quitter le classement la semaine du 26 juin.
Au total, elle reste classée 34 semaines en France.
| Classements (2020-21)    | Meilleure position |
| ------------------------ | ------------------ |
| France (SNEP)            | 42                 |
| France (SNEP Radio)      | 3                  |
| France (Digital Songs)   | 1                  |
| Suisse (Charts Romandie) | 19                 |